# Nicușor Eșanu
Nicușor Eșanu (n. 12 decembrie 1954, București, România) este un caiacist român, laureat cu argint la Moscova 1980. A cucerit titlul de campion mondial în proba de caiac dublu 10.000 metri în tandem cu Ion Bîrlădeanu. Primul său titlu de campion național a fost cucerit în anul 1972 la proba de juniori 4x500m împreună cu Florin Nițescu, Teofil Manea și Constantin Badea. A fost antrenat la clubul Olimpia București de Nădășan Traian și de Dordea Pascu iar la clubul Steaua de Nicolae Navasart.
A fost unul dintre kaiacistii de valoare ai clubului Steaua București. A participat la șase ediții ale campionatelor mondiale,  cucerind titlul de campion mondial la Duisburg, in 1979, la K2 – 10 000 m. A mai cucerit patru medalii mondiale de argint si doua de bronz.
Dupa retragerea din activitatea competițională a devenit antrenor la clubul unde a activat și ca sportiv.
În 1988 i-a fost acordat titlul de Maestru Emerit al Sportului, iar in 1996 cel de Antrenor Emerit.

## Distincții
- Medalia „Meritul Sportiv” clasa I (18 august 1976) „pentru rezultatele deosebite obținute la Jocurile olimpice de vară de la Montreal – 1976, precum și pentru contribuția adusă la dezvoltarea activității sportive și la creșterea prestigiului sportului românesc pe plan internațional”[2]
- Ordinul „Meritul Sportiv” clasa a II-a (15 aprilie 1981) „pentru rezultatele deosebite obținute la Jocurile olimpice de vară de la Moscova – 1980, precum și pentru contribuția adusă la dezvoltarea activității sportive și la creșterea prestigiului sportului românesc pe plan internațional”[3]

## Legături externe
- Materiale media legate de [nil Nicușor Eșanu] la Wikimedia Commons
- Nicușor Eșanu la Comitetul Olimpic și Sportiv Român (arhivat)
- en Nicușor Eșanu la Olympedia.org